# Høllen
Høllen is een plaats in de gemeente Kristiansand in de Noorse provincie Agder. Tot 2020 lag het in de toenmalige gemeente Søgne. Høllen telt 458 inwoners (2007) en heeft een oppervlakte van 0,61 km². Vanuit de haven van Høllen vertrekt een veerboot naar de eilandjes van Ny-Hellesund.

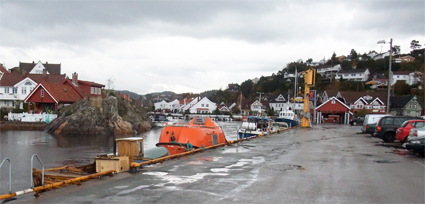
De haven in Høllen

Fagerholt/Justvik · Flekkerøy · Grim · Hånes · Høllen · Kvadraturen · Lund · Mosby · Nodeland · Oddernes · Randesund · Søm · Tangvall · Tinnheia/Hellemyr · Torridal · Tveit · Vågsbygd